# Clemente Menéres

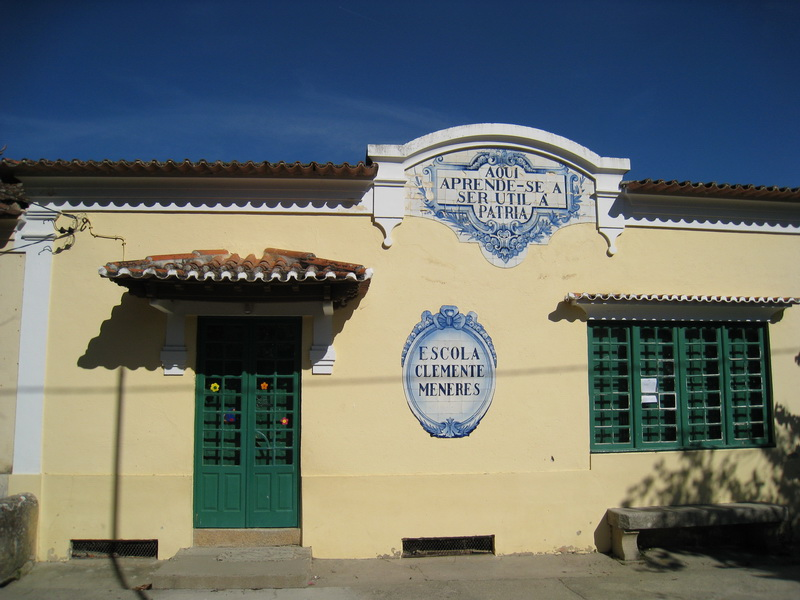
Escola Clemente Meneres, em Jerusalém do Romeu, Mirandela

Clemente Joaquim da Fonseca Guimarães, popularmente conhecido como Clemente Meneres (Vila da Feira, 19 de novembro de 1843 – Romeu, 27 de abril de 1916) foi um industrial, comerciante e explorador agrícola português, fundador da Sociedade Clemente Menéres.
Tendo iniciado a aprendizagem na serralharia da família, em 1859 é contactado por um tio emigrante no Rio de Janeiro que pretendia regressar a Portugal e passar o negócio a dois sobrinhos. Aos 16 anos embarcou para o Brasil. No entanto, quando chegou ao destino o armazém já se encontrava em liquidação devido a conflitos do tio com o outro sobrinho. Aos 18 anos, Clemente casou-se com a filha do tio, Maria da Glória e o tio ofereceu-lhe emprego na sua propriedade agrícola. Procurando a independência, Clemente encontra emprego como caixeiro num armazém da família Serpa Pinto. Em 1863, apenas quatro anos depois, regressou a Portugal com o tio, estabelecendo-se no Porto. O pai indicou um investidor, João Joaquim de Paes, com o qual Clemente constituiu a Sociedade Paes & Meneres com sede na Rua da Ferraria em 1867. Durante este tempo, passa a usar o apelido "Menéres". A sociedade fabricava produtos em cortiça para exportação e comercializava e distribuía vários produtos de drogaria e alimentares para a província, Europa e Brasil. A unidade de produção de cortiça situava-se no antigo Convento de Monchique. Ao longo de seis meses em 1872 percorre em negócios o Brasil e as Repúblicas do rio da Prata e no ano seguinte várias cidades da Europa. Em 10 de abril de 1874, João Paes cede-lhe a sua parte na sociedade, que se passa a designar C. Meneres e Cª.
Em maio de 1874 desloca-se a Trás-os-Montes com o objetivo de investir na produção cortiça e controlo das áreas de cultivo do sobreiro. Em apenas sete dias, tinha já 38 títulos de compra de propriedades agrícolas e mais tarde contratou vários corticeiros do Alentejo. No entanto, a extração de cortiça na região revelou-se extremamente difícil, dadas as condições acidentadas do terreno e a dificuldade de acesso a veículos de carga. Nos anos seguintes procurou dedicar-se à transformação de produtos originários de Trás-os-Montes. Fundou a Companhia Luso-Brasileira - Fábrica de Conservas Alimentícias, com sede na Rua da Restauração, que produzia conservas de peixes, carnes, frutas, legumes e doces. A fábrica foi pioneira no Norte do país na introdução do método Appert.
A 9 de Março de 1876, a firma C. Meneres reorganiza-se e vai associar-se a Rául Cirne e António Tomás dos Santos,  tendo a sociedade como objectivo a  continuação da anterior, com o património da Fabrica Luso Brasileira em Monchique, no Porto e a Fabrica de Conservas de Silvade, em Espinho, e onde Clemente Meneres iria fornecer à sociedade a cortiça dos seus sobreiros de Mirandela e Macedo. A 1 de Fevereiro de 1879 entra como sócio na fábrica Constantino Joaquim Paes, filho de João Paes, passando a firma a designar-se Santos, Cirne & Cª - sucessores de Paes & Meneres. Em 1881 a fábrica tinha já uma unidade de produção em Espinho, a fábrica de conservas de sardinha de Silvade, em Espinho (passou por trespasse à Brandão, Gomes e Cª em 1884). Em 30 de abril de 1887, Clemente Menéres retira-se da sociedade da fábrica.
Na década de 1870 concentra-se no investimento agrícola em Trás-os-Montes, principalmente na região de Romeu, onde passou a viver. No fim de 1876, possuía 279 propriedades em Mirandela, Macedo de Cavaleiros, Alfândega da Fé, Carrazeda de Ansiães e Vila Flor, dedicadas principalmente à exploração de sobreiro. Na década de 1890, o custo e demora no escoamento de produtos faziam com que outras explorações fossem inviáveis. Clemente Menéres apercebeu-se da necessidade de fazer ali chegar a rede ferroviária. Em 1878, Fontes Pereira de Melo, em visita a Mirandela, tinha já prometido uma linha até à cidade ao longo do Rio Tua. Clemente adere ao fontismo e inicia uma campanha em prol da construção da linha do Tua, contactando vários potenciais investidores e fazendo pressão junto de deputados. Em 1883, chegou a concorrer ao concurso de construção e exploração do troço entre Mirandela e Bragança, que passava por Romeu, mas a sua sociedade não foi a vencedora. Este troço, no entanto, seria inaugurado apenas em 2 de agosto de 1905. Em 1899 transfere para Matosinhos os armazéns e oficinas da firma Meneres & Cª. Em 1908, a empresa passa a designar-se Companhia Vinícola Portuguesa. Faleceu a 27 de Abril de 1916 em Romeu.